# Рожерио, Фиделис Режис
Рожерио Фиделис Режис (порт. Rogério Fidélis Régis; 28 февраля 1976, Кампинас) — бразильский футболист, полузащитник.

## Карьера
На родине выступал за такие известные клубы, как «Палмейрас» и «Коринтианс». С первым из них Рожерио в 1999 году побеждал в Кубке Либертадорес. В 28 лет бразилец переехал в Португалию и заключил контракт с лиссабонским «Спортингом». В 2005 году вместе с ним дошел до финала Кубка УЕФА. В решающем матче против московского ЦСКА Рожерио открыл счет, однако затем «армейцы» забили три гола и забрали трофей себе.
Вскоре после возвращения в Бразилию футболист завершил карьеру. Однако спустя три года 35-летний Рожерио ненадолго возобновил её в низших лигах. За свою карьеру провел три товарищеских матча в составе сборной Бразилии.

## Достижения

### Международные
- Обладатель Кубка Либертадорес: 1999
- Обладатель Кубка Меркосур: 1998
- Финалист Кубка УЕФА: 2004/2005

### Национальные
- Обладатель Кубка Бразилии (2): 1998, 2002
- Чемпион штата Сан-Паулу (3): 1996, 2001. 2003
- Победитель турнира Рио — Сан-Паулу (2): 2000, 2002